# Cour Saint-Émilion (Privatstraße)
Der Cour Saint-Émilion ist eine Privatstraße im Quartier de Bercy im 12. Arrondissement von Paris.

## Lage
Die Hauptverkehrsader des Einkaufszentrums Bercy Village beginnt an der Passage de l'Yonne und endet an der Rue Gabriel-Lamé. Die Geschäfte bieten hauptsächlich Lebensmittel und Konfektionswaren (prêt-à-porter) an.

## Namensursprung
Die Straße trägt den Namen einer berühmten Weinlage (Saint-Émilion) im Département Gironde.

## Geschichte
Der Innenhof der alten Lagerhäuser von Bercy blieb während der Entwicklung des ZAC Bercy erhalten, wurde jedoch in seiner Länge um ein Drittel verkürzt.
Die Lage der Straße entspricht etwa dem Ort, an dem die Lagerhäuser von Bercy standen, die in den 1820er oder 1830er Jahren im Zuge der Erweiterung der ehemaligen Gemeinde Bercy auf Initiative von Baron Louis in der Rue d’Orléans angelegt wurden. Dieses Gebiet wurde nach dem Ankauf der  Stadt Paris im Jahr 1877 neu strukturiert. Aus dieser Zeit (um 1880) stammt der Innenhof Saint-Émilion (Cour Saint-Émilion), der ein interner Lagerweg war und die Gebäude der alten Weinkeller miteinander verband.
Als das Einkaufszentrum im Jahr 1989 entstand, wurde die Straße privatisiert.

### Anmerkung
1. ↑  Cour ist eigentlich mit Hof(gut) zu übersetzen. Mit der Namensgebung wollte man daran erinnern, dass sich an dieser Stelle ursprünglich die Kellereien und Lagerhäuser von Bercy befanden.